# Corinna andina
Corinna andina is een spinnensoort uit de familie van de loopspinnen (Corinnidae).
De wetenschappelijke naam van de soort werd in 1898 als Medmassa andina gepubliceerd door Eugène Simon.